# Kalanchoe farinacea
Kalanchoe farinacea es una especie de planta suculenta del género Kalanchoe. 

## Hábitat
Es endémica de la isla de Socotora en Yemen. Su hábitat natural son los matorrales secos tropicales o subtropicales en alturas de 100-800 m s. n. m.

## Descripción
Se distingue del resto de especies de Kalanchoe por sus tallos verde-blanquecinos cuyas cortezas se exfolian al secarse. Planta de porte erecto, alcanza unos 30 cm de altura, con tallos gruesos y redondos. Las hojas, reunidas en la parte superior del tallos, son farinosas, sésiles, gruesas y de forma entre obovada a orbicular y cubiertas por vellosidad blanquecina. Miden entre 2-5,5 cm de largo por 1,5 - 3,5 de ancho y poseen márgenes enteros rosados con el ápice redondeado y base atenuada. La inflorescencia es una panícula compacta y pubescente en forma de corimbo. Las flores son erectas o extendidas sobre pedicelos de entre 12 a 14 mm de largo, cáliz con tubo de 1 mm con lóbulos triangulares y carnosos de 1-2 mm, corola roja de 10-15 mm con lóbulos ovado-oblongos, agudos y apiculados de 4 mm. Los estambres están insertados en el tubo de la corola. Las anteras son oblongas.

## Taxonomía
Kalanchoe farinacea fue descrita por Isaac Bayley Balfour  y publicado en Proceedings of the Royal Society of Edinburgh 11: 512. 1882.
Etimología
Ver: Kalanchoe
farinacea: epíteto latino que significa "harinosa".